# دنیای تئو
دنیای تئو (Le Voyage de Théo) رمانی است دربارهٔ تاریخ ادیان نوشتهٔ کاترین کلمان نویسنده فرانسوی. این رمان سفرنامه تئو، شخصیت اصلی این رمان است که در مسافرتی طولانی با ادیان جهان آشنا می‌شود.